# Sede vacante
Sede vacante (в превод от латински език по време на/при вакантен (свободен, незает) престол; на латински: sedes vacans – вакантен престол) e термин, използван в Католическата църква за означаване на периода, когато епископският престол е свободен.
Кодексът по църковно право от 1983 г. използва този термин както за вакантността на Светия престол на Католическата църква (Sede romana vacante), така и за всяка друга епархия. Този период продължава до поемането на епархията от нов епископ. Администрацията по това време се ограничава до най-неизбежните неща, понеже е в сила правилото nihil innovetur (нищо да не се променя).

## Sede vacante на Светия престол

### Смърт на папата
Периода Sede vacante на Светия престол започва от момента на смъртта на папата. Смъртта на папата трябва да се констатира от кардинал-камерлинга На Римската църква. Над починалия се извършва традиционен обред: камерлингът три пъти удря по челото починалия със сребърно чукче и високо извиквайки го с името, дадено при кръщавенето му, настоява да му се обади. Едва тогава кардинал-камерлингът произнася обредната фраза Vere Papa mortuus est („Папата наистина е мъртъв!“).
Ако към момента на смъртта на папата, няма назначен кардинал-камерлинг, Колегията на кардиналите трябва в съответствие с нормите на църковното право да пристъпи към избора на камерлинг. До избирането му, неговите правомощия се упражняват от декана на Колегията на кардиналите.
Със смъртта на папата започва подготовката за неговото погребение и за избор на новия римски понтифекс.

### Оставка на папата
Sede vacante на Светия престол започва и в случай на оставка на папата. В апостолическата конституция Universi Dominici Gregis издадена от папа Йоан Павел II на 22 февруари 1996 г. изрично се посочва, че разпоредбите относно всичко, което предхожда избора на римския папа и изпълнението му, трябва да се спазват изцяло, дори ако вакантното място на Апостолическия престол е резултат от оставката на римския понтифекс, в съответствие с канон 332, § 2 от Кодекса на каноничното право и канон 44, § 2 от Кодекса на каноните на Източните Църкви. Това правило потвърждава подобно такова, уредено за първи път в апостолическата конституция Vacantis Apostolicae Sedis на папа Пий XII от 1945 г.
В историята на Римокатолическата църква до днес има няколко случая на папски оставки: такива подават папа Бенедикт IX (1 май 1045 г.), папа Целестин V (13 декември 1294 г.), папа Григорий XII (4 юли 1415 г.) и папа Бенедикт XVI (с Декларация за оставка на 11 февруари 2013 г. до Колегията на кардиналите). Папа Григорий VI също подава оставка (20 декември 1046 г.), но тъй оставката му е по принуда, а не доброволна, католическата църква счита този акт за невалиден. Съгласно съвременното канонично право за да бъде валидна оставката на папата, тя трябва да бъде направена свободно, в подходяща избрана от папата форма, и да бъде отправена до компетентния орган, без да се изисква приемането и.

### Правомощия на Кардиналската колегия
В периода на ваканция на Светия Престол, Светата колегия на кардиналите няма пълномощия или юрисдикция по въпроси, които са от компетентността на Върховния понтифекс; решаването на тези въпроси трябва да бъде оставено изцяло и изключително на бъдещия папа. Колегията на кардиналите взема решения единствено по въпроси на обичайното управление на църквата, и по неотложни задачи. Основното задължение на Колегията е подготовката на всичко необходимо за избирането на новия папа. През периода на ваканция, актовете, издадени от римските папи не могат да бъдат отменявани, изменяни или допълвани, особено по отношение на процедурите, уреждащи избирането на римския папа. В случай на съмнения или спорове относно правилата предвидени в настоящата конституция, правото на тълкуване в тази връзка има единствено Колегията на кардиналите, като решението им се приема с обикновено мнозинство.
В периода на Sede vacante, кардиналите участват в два вида събрания (конгрегации), които се занимават с подготовката на изборите за нов папа: общи събрания, които включват цялата кардиналска колегия и се провеждат преди началото на изборите, и особени събрания, в които участват кардиналът-камерлинг и още трима кардинали, избрани чрез жребий. Особените събрания решават въпроси от второстепенно значение, които възникват ежедневно или от време на време. По-значимите и важни въпроси се решават от Общото събрание на кардиналите.
В периода на вакантния престол, настъпват промени и в правомощията на различните ведомства и дикастерии на Римската курия. През този период гражданската власт на папата по отношение на правителството на Ватикана принадлежи на Колегията на кардиналите, която обаче няма право да издава постановления, освен в случаите на неотложна необходимост и единствено за времето, през което Светият престол е вакантен. Такива актове на кардиналите ще бъдат валидни за в бъдеще, само ако новият папа ги потвърди. Във Ватикана администрацията поема кардинал-камерлинга, подпомогнат от още трима кардинали асистенти (под 80-годишна възраст), които са избрани от Кардиналската колегия, по един от всяка степен (кардинал-епископ, кардинал презвитер и кардинал дякон).

### Погребение на починалия папа
До започването на конклав за избор на нов римски папа, се извършват погребалните обреди и погребението на римския папа, както и относно неговото жилище, лични вещи и завещание. На никого не е позволено да снима или записва агонизиращия или починал папа до показване на тленните му останки в базиликата „Св. Петър“ с понтификални одежди. Ако някой би искал да го направи с документална цел, това става само с позволение на кардинала-камерлинг. Ако починалият папа е оставил завещание и е определил изпълнител, то изпълнителят има за задача да изпълни последната воля на папата, като се отчита за своите действия само пред бъдещия понтифекс.

### Избор на нов папа
Правото да избират римския папа принадлежи изключително на кардиналите на Свещената Римска църква, с изключение на тези, които са достигнали осемдесетгодишна възраст преди деня на смъртта на римския папа. Максималният брой на кардинал-избирателите не трябва да надвишава сто и двадесет. Началото на изборите трябва да започне на петнадесетия ден от смъртта на папата, за да се даде възможност да пристигнат всички кардинали; Колегията на кардиналите може при сериозни причини да отложи изборите с още няколко дни, но при всички случаи конклавът трябва да започне не по късно от двадесетия ден от смъртта на папата.
Конклавът се провежда в рамките на територията на Ватикана, в определени зони и сгради, затворени за достъп на външни лица. Изборите за папа се провеждат в Сикстинската капела на Апостолическия дворец, чийто интериор трябва да бъде подготвен по начин, че да гарантира правилното провеждане на изборите и осигуряване на неприкосновеност на личния живот на избирателите. Единствен начин на избор на папа понастоящем е чрез гласуване. За валиден избор на папа е необходимо мнозинство от 2/3 от гласовете, изчислен въз основа на общия брой на явилите се да гласуват кардинали-избиратели. В случай че е невъзможно гласовете на кардиналите, да се разделят на три равни части, за валидността на избора на папа се изисква един допълнителен глас, т.е. мнозинството в този случай е 2/3 + 1. Ежедневно се провеждат максимум по четири гласувания две сутринта и две следобед.
Когато някой от кандидатите за папа бъде избран, Кардинал-дяконът иска съгласието на избрания, като го пита дали е съгласен да бъде избран за върховен понтифекс. Веднага след като получи съгласието, той го пита: С какво име искаш да се наричаш? Тогава новоизбраният папа следва да посочи името, което ще носи по време на своя понтификат. След това кардиналите се доближават до новоизбрания папа за му засвидетелстват акта на своята почит и послушание. Междувременно старшият кардинал-дякон уведомява вярващите на площада, че изборите са проведени и обявява името на новия папа, който веднага след това излиза на балкона на „Свети Петър“ за да произнесе своята благословия Urbi et Orbi (към града и към света). Конклавът завършва веднага след като новоизбрания папа даде съгласие за избирането си. Следва тържествената церемония по встъпването в длъжност на новия понтифик.
Sede vacante продължава до момента, когато избраният от конклава кандидат не изрази своето съгласие да приеме поста. Избраният става папа и ръководител на Колегията на епископите и придобива и може да упражнява в пълен обем върховната власт над Римокатолическата Църква. Ако избрания не е епископ, той трябва незабавно да бъде ръкоположен в епископски сан.
През Средновековието, а и в по-ново време, вакантността на Римския престол продължавала понякога дълго, поради различни причини. Най-дългите периоди в Историята на Католическата Църква, когато не е имало папа, са през годините 1241-1243 и 1268-1271. Реформата, извършена от папа Григорий X през 1274 г., ускорява и улеснява избора на Римския понтифекс.

### Герб по време на Sede vacante
По време на Sede vacante, Светият престол и кардиналът камерлинг използват специален герб. На герба има кръстосани ключове, евангеличен символ на властта, дадена на Св. Петър от Исус Христос. Тиарата е заместена с балдахин във формата на чадър, който преди е използван само от владетелите. От началото на XVI век кардиналите камерлинги прибавят в своя герб този балдахин, символ на тяхната власт. Този чадър символизира и Божието провидение над Църквата в очакване на новия папа.

### Периоди на вакантен престол от началото на XIX век
| Предишен папа | Следващ папа  | начало на Sede vacante | край на Sede vacante | Дни     |
| ------------- | ------------- | ---------------------- | -------------------- | ------- |
| Пий VI        | Пий VII       | 29 август 1799         | 14 март 1800         | 197 дни |
| Пий VII       | Лъв XII       | 20 август 1823         | 28 септември 1823    | 39 дни  |
| Лъв XII       | Пий VIII      | 10 февруари 1829       | 31 март 1829         | 49 дни  |
| Пий VIII      | Григорий XVI  | 1 декември 1830        | 2 февруари 1831      | 63 дни  |
| Григорий XVI  | Пий IX        | 1 юни 1846             | 16 юни 1846          | 15 дни  |
| Пий IX        | Лъв XIII      | 7 февруари 1878        | 20 февруари 1878     | 13 дни  |
| Лъв XIII      | Пий X         | 20 юли 1903            | 4 август 1903        | 15 дни  |
| Пий X         | Бенедикт XV   | 20 август 1914         | 3 септември 1914     | 14 дни  |
| Бенедикт XV   | Пий XI        | 22 януари 1922         | 6 февруари 1922      | 15 дни  |
| Пий XI        | Пий XII       | 10 февруари 1939       | 2 март 1939          | 20 дни  |
| Пий XII       | Йоан XXIII    | 9 октомври 1958        | 28 октомври 1958     | 19 дни  |
| Йоан XXIII    | Павел VI      | 3 юни 1963             | 21 юни 1963          | 18 дни  |
| Павел VI      | Йоан Павел I  | 6 август 1978          | 26 август 1978       | 20 дни  |
| Йоан Павел I  | Йоан Павел II | 28 септември 1978      | 16 октомври 1978     | 18 дни  |
| Йоан Павел II | Бенедикт XVI  | 2 април 2005           | 19 април 2005        | 17 дни  |
| Бенедикт XVI  | Франциск      | 28 февруари 2013       | 13 март 2013         | 13 дни  |
| Франциск      | Лъв XIV       | 21 април 2025          | 8 май 2025           | 18 дни  |

## Sede vacante в другите епархии
Sede vacante в другите епархии започва от момента на смъртта на епископа ординарий, след неговата оставка, преместване или лишаването му от власт от папата. По това време генералният викарий и епископските викарии губят постовете си, доколкото не са епископи. Ако има назначен епископ коадютор, то той веднага става епархиен епископ. Ако такъв епископ коадютор няма, то властта временно поема помощник епископът (ако са повече от един — този с най-голям стаж като епископ) или от друг свещеник от списъка, който всеки епархиен епископ е длъжен да направи. След това катедралната капитула в епархията е длъжна да избере капитулен викарий. Ако в епархията няма капитула, властта ѝ се поема от Колегията на съветниците, които избират администратор sede vacante. Задачата на викария или администратора е да се грижи за местната Църква, докато не приключи вакантността на епископския престол. Властта им угасва при приемането на епархията от назначения от папата нов епископ. За администратор или викарий може ба бъде избран само епископ или свещеник над 35 години. Ако изборът не бъде направен за 8 дни, архиепископът митрополит (за суфрагалните епархии) или най-възрастният суфрагален епископ (за митрополиталните епархии) назначават администратор. Папата може да се възползва от правото си, което също се случва често, да назначи апостолически администратор sede vacante със същата власт, както на викария.